# Куп Мађарске у фудбалу 1912/13.
Куп Мађарске у фудбалу 1912/13. (мађ. 1912–13-es magyar labdarúgókupa) је била четврта сезона мађарског фудбалског купа. Куп се одвијао по нокаут принципу.

## Финале
| 1. екипа       | Резултат | 2. екипа |
| -------------- | -------- | -------- |
| Ференцварош ТК | 2 : 1    | БАК      |

| ФТК                                    | 2 : 1    | БАК              |
| -------------------------------------- | -------- | ---------------- |
| Иштван Тот Потја 18’ · Имре Шлосер 23’ | Извештај | Алфред Шафер 58’ |